# 黑山派
黑山派（Isḥāqïya），音译伊斯哈克耶，清朝政府称他们“黑帽回子”。以中亚伊斯兰教苏非派纳克什班迪教团领袖瑪哈圖木·阿雜木庶出幼子，伊斯哈克·瓦里为首。瑪哈圖木·阿雜木曾娶當地人比比察·喀什噶里。(此人是薩圖克·博格拉汗後人)。
他们起初在叶尔羌汗国地位不高，后期因與吉尔吉斯人的关系，地位提高，以叶尔羌与和阗为中心。他们曾在1720-55年統治新疆，因白山派多次起兵反清，清廷重视与他们的合作。孜牙墩事件是黑山派唯一一次叛乱。

## 黑山派的歷代和卓
- 伊斯哈克和卓（‎，Khoja Muhammad Ishaq Wali） ？－1599
- Khoja Shadi
- 烏拜都拉（Khoja Ubaydullah (Khoja Abdullah?)）
- 空位期 ?－1693/1694
- 達涅爾（‎，Khoja Daniyal） ？－1754
- 玉素普（‎，Khoja Yusuf） 1754－1757
- 空位期 1758－1816
- Khoja Zia-ud-din Akhund（‎） 1816
- 空位期 1816－1832
- Zuhur-ud-din（‎）？ 教派不詳 1832－1846
- Ahmed Wang（‎）？ 教派不詳 1846－1857